# Завод суперфосфату в Есперанс
Завод суперфосфату в Есперанс — колишній виробничий майданчик на південному заході Австралії.
Завод ввела в дію у 1962 (за іншими даними — 1964) році компанія Albany Superphosphate Company, що до того вже мала суперфосфатний майданчик в Олбані, а її засновниками були обидва виробника добрив у штаті Західна Австралія — Cuming Smith Mount Lyell Farmers Fertiliser Limited (CSML, мала суперфосфатні майданчики в Норт-Фрімантлі, Bassendean, Джералдтоні та Банбері) і Cresco Fertilizers (завод суперфосфату у Бейсвотер). CSML мала трьох засновників, частка одного з яких вже у 1964-му перейшла до British Petroleum, після чого CSML отримала назву Cuming Smith British Petroleum and Farmers Limited (CSBP). У 1970-му CSBP викупила активи Cresco Fertilizers в Західній Австралії і таким чином сконцентрувала всі суперфосфатні заводи штату в одних руках.
Первісна потужність заводу в Есперанс становила 45 тисяч тонн суперфосфату на рік.
Технологічний процес виробництва суперфосфату передбачає обробку фосфоритів сульфатною кислотою, яку продукували на самому майданчику спалюванням сірки.
Станом на кінець XX століття споживання суперфосфату в Західній Австралії скоротилось у кілька разів на користь інших видів добрив, як наслідок, в 2001-му в межах оптимізації виробництва CSBP припинила продукування суперфосфату та кислоти на майданчику в Есперанс, хоча й далі використовувала його як центр дистрибуції добрив.